# Système d’acquisition de données océaniques
Un système d’acquisition de données océaniques ou SADO  (en anglais : Ocean Data Acquisition System ou ODAS) », est un ensemble d’instruments déployés en mer pour collecter un maximum de données météorologiques et océanographiques. Grâce à leurs capteurs, ces systèmes fournissent des données à la fois sur l’état de l’océan lui-même et sur la couche basse de l’atmosphère environnante. L’utilisation de la microélectronique et de technologies à consommation d’énergie efficace permet d’augmenter les types et le nombre de capteurs déployés sur un seul appareil.

## Définition
Selon la Commission océanographique intergouvernementale et l’Organisation météorologique mondiale (OMM), « le SADO/ODAS s’entend d’une structure, d’une plate-forme, d’une installation, d’une bouée ou d’un autre dispositif, à l’exception d’un navire, ainsi que de son équipement connexe, déployé en mer essentiellement dans le but de recueillir, de stocker ou de transmettre des échantillons ou des données relatifs à l’environnement marin ou à l’atmosphère ou à leurs utilisations ».

## Fonctionnement
Toutes les heures, les données recueillies par le système sont transférées au Système mondial de télécommunications de l’OMM par un satellite géostationnaire après avoir subi un certain nombre de contrôles de qualité. Des données en temps réel contenant des informations sur l’environnement maritime peuvent ensuite être utilisées pour des prévisions d’états physiques tels que les conditions météorologiques, les courants océaniques ou les vagues. Ces prévisions peuvent servir à avertir les gens de mer des conditions défavorables dans la région.

## Types de SADO/ODAS

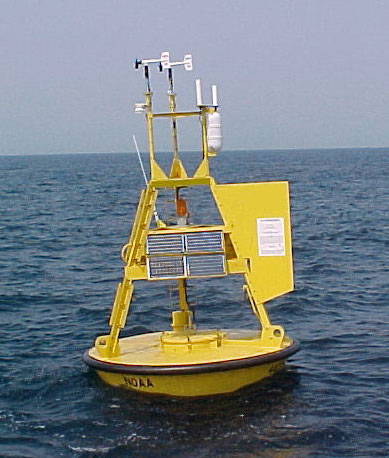
Bouée SADO/ODAS reliée au National Data Buoy Center des États-Unis

Un SADO/ODAS peut être monté sur les structures suivantes :
- Phares
- Bateaux-phares
- Tours
- Plate-forme pétrolière
- Bouées

Les bouées SADO/ODAS ne sont pas des aides à la navigation, mais ont été incluses dans le système de balisage maritime de l’AISM. Ces structures ont une position géographique fixe. Une bouée SADO/ODAS est jaune et porte l’inscription « ODAS » et un numéro d’identification.

## Données
Les données recueillies par un SADO/ODAS peuvent inclure les paramètres suivants :
- Température de l’air
- Pression atmosphérique au niveau de la mer
- Direction du vent
- Vitesse du vent, y compris les rafales
- État de la mer
- Hauteur des vagues
- Température de surface de la mer

## Inconvénients
Les bouées SADO/ODAS sont coûteuses à obtenir et doivent être déployées par des navires spécialisés.